# Георги Палеолог
Георги Палеолог (на средногръцки: Γεώργιος Παλαιολόγος) е византийски благородник и военачалник по времето на управлението на император Алексий I Комнин (упр. 1081 – 1118).
Той е син на Никифор Палеолог († 18 октомври 1081), стратег на Месопотамия. Брат е на Николай Палеолог, който е убит в битката при Драч на 18 октомври 1081 г.
Той участва в битката при Драч в 1081 година и в битката при при Левунион 1091 г. против печенегите. Споменава се в Алексиадата на Анна Комнина..

## Фамилия
Георги Палеолог се жени през 1081 г. за Анна Дукина (* 1068; † 1110/18 – 1135), дъщеря на Андроник Дука († 1077) и съпругата му Мария Българска († 1095) и сестра на Ирина Дукина, съпруга на император Алексий I Комнин. Те имат четирима сина: 
- Никифор Палеолог, севаст
- Михаил, севаст
- Алексий Палеолог, 1143 г. генерал на император Мануил II
- Андроник Палеолог († 1115/18), дука на Солун през 1112 г.